# 泛西班牙主義
泛西班牙主義，是一個旨在實現西班牙語國家的社會，經濟和政治合作（在極端情況下，統一）的運動，主要側重於北美洲，中美洲和南美洲的前西班牙帝國領土的國家，這個詞源於西蒙·玻利瓦爾和何塞·德·聖馬丁，他們也談到西班牙語美洲人的聯合團結。

## 歷史
西班牙在1492年殖民美洲後，在15-20世紀間美洲，亞洲和非洲有相當數量的領土和人民被納入西班牙帝國，西屬美洲成為帝國主要領土。
1808年拿破崙發動半島戰爭後的混亂以及隨之而來西班牙帝國的開始肢解，到1830年西班牙在美洲的領土只剩下古巴和波多黎各和菲律賓，直到1898年的美西戰爭。